# 1353
1353 (MCCCLIII) je bilo navadno leto, ki se je po julijanskem koledarju začelo na torek.

## Dogodki

### Konec epidemijeČrne smrtiv Evropi
- Kuga, ki se je na jugu današnje Rusije ob Črnem morju pojavila že leta 1346, po dolgem ovinku zaradi zaprte meje z Zlato hordo šele to leto prispe v Moskvo. Še bolj pogubna je epidemija na Kitajskem, ki pa razen splošnih ocen žal še ni podrobneje proučena. Epidemija na Kitajskem sproži vrsto socialnih uporov, ki vodijo v padec mongolske dinastije Yuan. V Evropi se razmere umirijo do naslednjih večjih izbruhov. 1361 ↔
- 11. marec - Umrlega moskovskega metropolita[1] Teognosta Kijevskega. Moskovski knez Simeon Ivanovič imenuje za naslednika njegovega namestnika Alekseja. ↓
- marec → Kuga pogubi edina sinova moskovskega kneza Simeona. ↓
- 27. april → Kuga pogubi še moskovskega kneza[2] Simeona. Moskovsko kneževino nasledi njegov mlajši brat Ivan II.. Šest tednov kasneje kuga pogubi še najmlajšega od treh bratov Andreja.
- V letih 1247-1353 je kuga v Evropi pogubila več kot tretjino prebivalstva, v mestih skoraj vedno več kot polovico.

### Ostalo
- 3. marec - Švicarski konfederaciji[3] se pridruži mesto Bern, ki po moči in vplivu presega vse ostale kantone.
- 3. junij - Poroka med kastiljskim kraljem Petrom in Blanko Burbonsko. Mladi kralj se je nekaj dni prej na skrivaj poročil s svojo ljubeznijo Marijo de Padilla. Užaljeno kastiljsko plemstvo in kraljica-mati Petra prisilijo, da zanika skrivno poroko. Petrovo maščevanje je kruto: po treh dneh zapusti mlado soprogo Blanko in nadaljuje razmerje z ljubico. Ko končno dobi doto, se popolnoma odreče soprogi in jo da zapreti.
- avgust - Sardinija: beneško-katalonska flota uničujoče porazi genovsko floto. Genoževani zaprosijo za pomoč milanskega vladarja in nadškofa Giovannija Viscontija, ki je obvladoval večino severne Italije. 1354 ↔
- 4. oktober - Umrlega pfalškega grofa in volilnega kneza Rudolfa II. Wittelsbaškega nasledi mlajši brat Rupert I.
- 8. oktober - 3. genovski dož Giovanni da Valente je prisiljen odstopiti. Naslednjih 10 let je položaj nezaseden. 1363 ↔
- november - Madžarski kralj Ludvik I. nima sreče z zdravjem. Potem ko je okreval po hujši travmi na glavi, ki jo je prejšnjem letu staknil v vojni z Litovci, se zanj izkaže skoraj usoden lov na medveda, ki mu razmesari nogi. Kralja zadnji trenutek reši en od vitezov. 1354 ↔
- 25. december - Navarski kralj Karel II., ki je hkrati svak francoskega kralja Ivana II., se spre z njegovim konstablom, kastiljskim plemičem Carlosom de la Cerdo. Le-temu je namreč kralj podelil grofije Šampanjo, Brie, in Angoulême, ki so poprej pripadale (razlaščeni) Karlovi materi, navarski kraljici Ivani II. 1354 ↔

- Umrlega bosanskega bana Štefana II. Kotromanića nasledi mladoletni nečak Tvrtko I.. Regentstvo prevzameta oče, brat umrlega Vladislav Kotromanić in mati Jelena Šubić. 1354 ↔
- Trije[4] sinovi umrlega rimsko-nemškega cesarja Ludvika IV. Wittelsbaškega si razdelijo vojvodino Spodnjo Bavarsko, ki se razdeli v vojvodini Bavarska-Landshut, ki pripade Štefanu II., in vojvodino Bavarska-Straubing, ki pripade njegovima polbratoma Vilijemu I. in Albertu I.. Vilijem I.[5] je tačas vpleten še v nasledstveni spor v Holandiji, kjer se spre s svojo materjo Margareto (ti. vojna med Kavlji in Polenovkami).
- Umrlega velikega mojstra vitezov hospitalcev Dieudonnéja de Gozona nasledi Pierre de Corneillan, 28. veliki mojster po seznamu. 1355 ↔
- Bizantinski cesar Ivan VI. Kantakuzen imenuje za novega socesarja svojega sina Mateja. Formalno socesarsko oblast ima še Ivan V. Paleolog, s katerim je sklenil mir po mučni državljanski vojni. 1354 ↔
- Propadajoči Ilkanat: Sarbadarji popolnoma uničijo korasanskega vladarja Toka Timurja. Poleg njegove družine pokoljejo še njegovo vojsko, živino in drobnico. Z močno okleščenim ozemljem nadaljuje konflikt s Sarbadarji en od njegovih emirjev.
- Giovanni Boccaccio dokonča Dekameron.
- Potovanja maroškega popotnika Ibn Batute: potem ko zapusti prestolnico Malijskega cesarstva Dženno, obišče Timbuktu, ki je takrat bil še manjše trgovsko mestece. Za Timbuktujem obišče pomembnejše trgovsko mesto Gao, kjer ostane mesec dni. Med potovanjem proti oazi Takedda ga prestreže odposlanec maroškega sultana Abu Inana Farisa, ki mu naroča, naj se nemudoma vrne domov. Septembra se s trgovsko karavano, v kateri se nahaja okoli 600 suženj namenjenih za prodajo, odpravi čez Saharo nazaj proti Maroku. 1354 ↔

## Rojstva
Neznan datum
- Margareta I., danska kraljica in regentka, švedska, norveška kraljica († 1412)
- Thomas Arundel, canterburyjski nadškof († 1414)

## Smrti
- 2. februar - Ana Bavarska, češka kraljica (* 1329)
- 11. marec - Teognost Kijevski, metropolit Kijeva in Rusov
- 27. april - Simeon Moskovski, knez Moskve, vladimirski veliki knez (* 1317)
- 4. oktober - Rudolf II., pfalški grof (* 1306)
- 12. november - Ferrantino Malatesta, italijanski plemič, vladar Riminija (* 1258)

Neznan datum
- Dieudonné de Gozon, 27. veliki mojster vitezov hospitalcev
- Jean de Moulins, francoski mojster reda dominikancev, kardinal
- Štefan II. Kotromanić, bosanski ban (* 1322)
- Toka Timur, ilkanatski plemič, korasanski vladar